# Al Casey (jazzgitarist)
Albert Aloysius Casey (Louisville, 15 september 1915 - 11 september 2005) was een Amerikaanse jazzgitarist.

## Carrière
Casey kreeg eerst vioolles en speelde ukelele, voordat hij zijn feitelijke instrument, de gitaar, ontdekte en leerde spelen. Hij speelde van 1934 tot 1943 met Fats Waller in diens bands en hij was de enige gitarist waarmee Waller opnamen maakte. Daarnaast musiceerde hij nog bij Teddy Wilson, Mezz Mezzrow, Lionel Hampton, Coleman Hawkins, Earl Hines, Mildred Bailey, Billie Holiday (tot 1944), Louis Armstrong en Benny Carter (1946). Op de platen van Fats Waller was hij uitsluitend te horen met de akoestische gitaar, maar vanaf de jaren 40 gebruikte hij hoofdzakelijk de elektrisch versterkte variant van dit instrument.
In 1973 nam Casey  naar aanleiding van zijn comeback een duo-plaat op met de gitarist Billy Butler.
Sinds 1981 was Casey lid van de Harlem Blues & Jazz Band, die in het bijzonder succes had in Europa en daar regelmatig toerde. Over meerdere jaren varieerde de band in zijn bezetting, maar Casey bleef ook als 80-plusser een permanent lid van deze combo, waartoe tijdens de jaren 90 ook de r&b-tenorsaxofonist Bubba Brooks behoorde. Deze band bestond uit langjarige veteranen van de swingmuziek en de jazzige r&b en stond daardoor bij liefhebbers van dit genre hoog aangeschreven.
Casey had zich toegewijd aan de swing en de swingende blues. Hij was een plectrumspeler, die op gitaren van de firma Gibson speelde. Zoals vele gitaristen van zijn generatie werd hij gekenmerkt door zijn idool Charlie Christian. Als druk bezet muzikant speelde hij niet alleen swing, maar ook r&b als lid van de band van King Curtis, waartoe hij behoorde van 1957 tot 1961. Toen de band zich meer concentreerde op de soul, kon hij zich zelfs aan deze stijl aanpassen.

## De rock-'n-roll-gitarist Al Casey
Albert Aloysius Casey mag niet worden verward met de ongeveer twintig jaar jongere blanke, Amerikaanse rock-'n-roll-gitarist Al Casey uit de studio-muzikanten-scene van de late jaren 50 en de vroege jaren 60, die regelmatig werd ingezet door de producer Lee Hazlewood en die werd gerelateerd aan de muzikant Sanford Clark.

## Overlijden
Op 11 september 2005, enkele dagen voor zijn 90e verjaardag, overleed Al Casey aan de gevolgen van darmkanker.
- Bibsys: 8036664
- Bibliothèque nationale de France: cb13892235h (data)
- Gemeinsame Normdatei: 134344626
- International Standard Name Identifier: 0000 0001 0225 2664
- Library of Congress Control Number: n93057817
- MusicBrainz: ff2a798f-fac7-4eb2-8b2c-a157289ea615
- Nationale Bibliotheek van Israël: 987007325636205171
- Réseau des bibliothèques de Suisse occidentale: 02-A003081632
- Istituto Centrale per il Catalogo Unico: DDSV034214
- SNAC: w6mc9krh
- Système universitaire de documentation: 197390374
- Virtual International Authority File: 24786657
- WorldCat: E39PBJj4tVt8QpgwWP49kXth73